# 李俊一
李俊一（Ri Jun-il、1987年8月24日 - ）は、北朝鮮のサッカー選手。元北朝鮮代表。ポジションはディフェンダー。

## 来歴
2007年に北朝鮮代表デビュー。44年ぶりの出場となった2010 FIFAワールドカップではグループステージ全3試合に出場した。翌年のAFCアジアカップ2011にも出場。北朝鮮代表として通算38試合に出場した。

## 代表歴

### 出場大会
- 北朝鮮代表
  - 2010 FIFAワールドカップ

### 試合数
- 国際Aマッチ 38試合 0得点（2007年-2011年）[1]

| 北朝鮮代表 | 国際Aマッチ | 国際Aマッチ |
| 年         | 出場        | 得点        |
| ---------- | ----------- | ----------- |
| 2007       | 4           | 0           |
| 2008       | 15          | 0           |
| 2009       | 7           | 0           |
| 2010       | 10          | 0           |
| 2011       | 2           | 0           |
| 通算       | 38          | 0           |